# Heraklonas

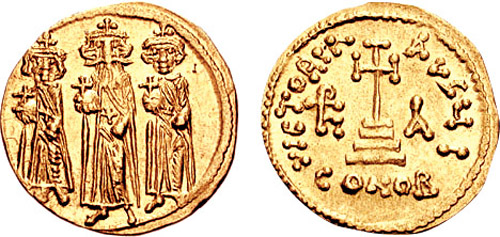
Solidus van Herakleios met zijn zonen Constantijn III en Heraklonas.

Konstantinos Herakleios (Grieks: Κωνσταντῖνος Ἡράκλειος; 626 - na 641), bekend als Heraklonas (Grieks: Ηρακλωνάς), was keizer van Byzantium (februari-september 641). Hij was de zoon van Herakleios en diens nicht Martina, de eerste die geboren was zonder fysieke handicap en rechtsgeldig voor de troon. Hij was gedoopt en regeerde officieel als Constantijn Herakleios, maar zijn verkleinende bijnaam Heraklonas ("kleine Herakleios") werd gebruikt in de Byzantijnse teksten en werd standaard in de geschiedkunde.
Tegen het einde van Herakleios' regeerperiode verkreeg Heraklonas door zijn moeders invloed de titel Augustus op 4 juli 638 en na zijn vaders dood werd hij uitgeroepen als medekeizer samen met zijn oudere halfbroer Constantijn III (Herakleios Constantijn), zoon van Fabia Eudokia.
De vroegtijdige dood van Constantijn III, in mei 641, liet Heraklonas als alleenheerser. Maar een verdachtmaking dat hij en Martina Constantijn vermoord zouden hebben, leidde tot een revolutie onder generaal Valentijn, die Heraklonas dwong om zijn jonge neef Constans II als medekeizer te accepteren. Martina probeerde deze tegenslag te compenseren door de kroning van haar jongere zoon de Caesar David (Tiberios) als keizer.
Valentijn marcheerde met zijn troepen naar de hoofdstad. Heraklonas en zijn moeder werden gevangengenomen en verminkt. Dit was de eerste keer dat een keizer verminkt werd, een praktijk die waarschijnlijk afkomstig was van de Perzen; in dit geval werd Martina's tong en de neus van Heraklonas afgesneden. Er is niets bekend over Heraklonas na zijn verbanning naar Rodos. Aangenomen wordt dat hij later dat jaar stierf. Constans II, de zoon van Constantijn III, werd alleenheerser.